# Nimrod Krivishki
Nimrod Krivishki (en hebreo: נמרוד קרביצקי‎; 29 de noviembre de 1998) es un deportista israelí que compite en taekwondo. Ganó una medalla de bronce en el Campeonato Europeo de Taekwondo de 2022, en la categoría de –68 kg.

## Palmarés internacional
| Campeonato Europeo | Campeonato Europeo       | Campeonato Europeo | Campeonato Europeo |
| Año                | Lugar                    | Medalla            | Categoría          |
| ------------------ | ------------------------ | ------------------ | ------------------ |
| 2022               | Mánchester (Reino Unido) | Medalla de bronce  | –68 kg             |